# Dingersjö
Dingersjö is een plaats in de gemeente Sundsvall in het landschap Medelpad en de provincie Västernorrlands län in Zweden. De plaats heeft 906 inwoners (2005) en een oppervlakte van 61 hectare. De plaats ligt aan de rivier de Ljungan.